# Acalypha virginica
Acalypha virginica é uma espécie de flor do gênero Acalypha, pertencente à família Euphorbiaceae.